# Abatorul cinci

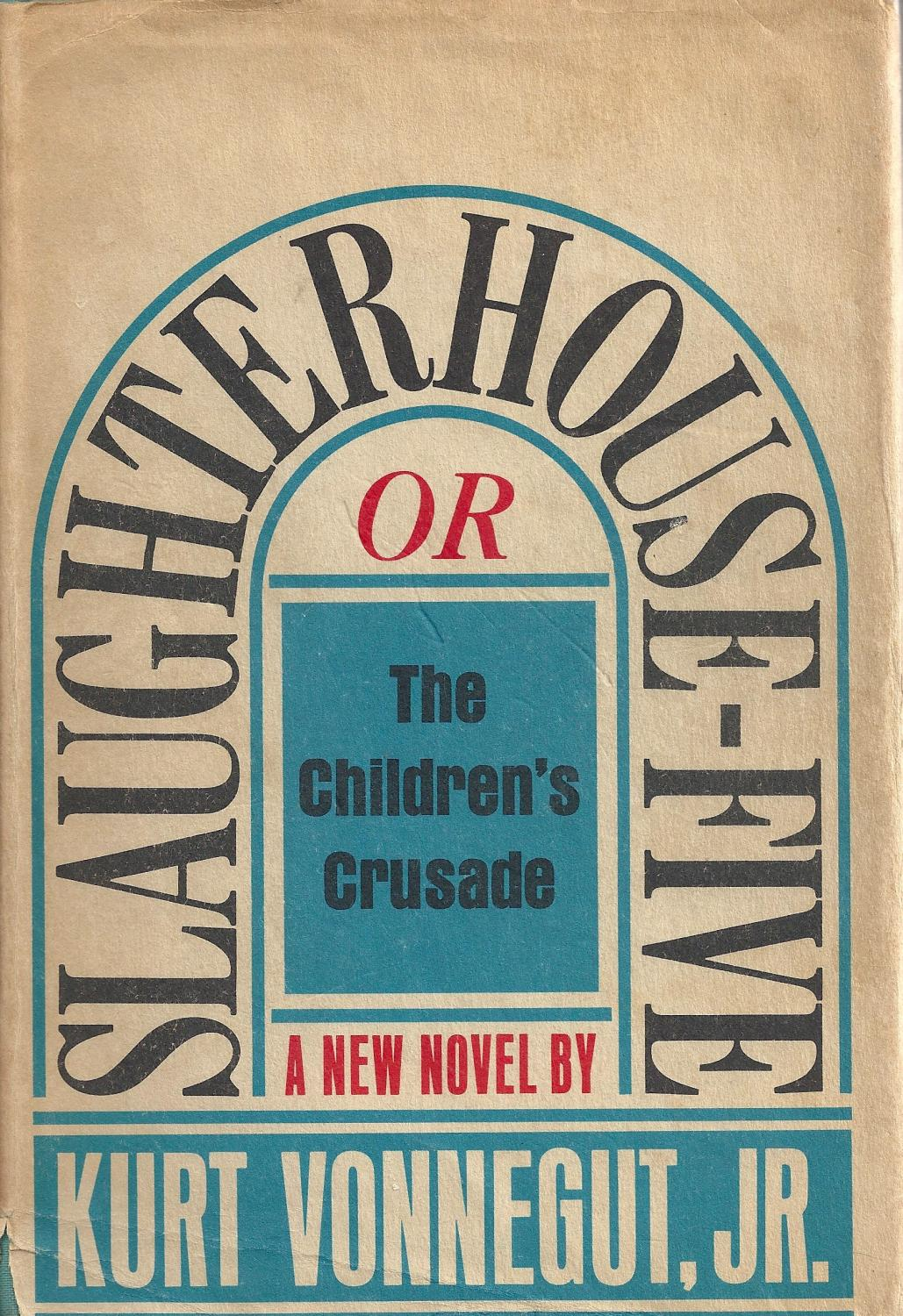

Abatorul cinci (engleză Slaughterhouse-Five) sau Cruciada copiilor (The Children's Crusade: A Duty-Dance with Death) (1969) este un roman satiric științifico-fantastic scris de Kurt Vonnegut despre experiențele din cel de-al Doilea Război Mondial și călătoriile prin timp ale unui soldat numit Billy Pilgrim. Considerat al optsprezecelea cel mai important roman în limba engleză din secolul 20 de către Modern Library, este recunoscut, în general, ca lucrarea cea mai influentă și populară a lui Vonnegut.
Utilizarea bombardardării orașului Dresda în timpul celui de-al doilea război mondial, ca eveniment central al povestirii, face ca romanul să fie aproape autobiografic, datorită faptului că autorul a fost prezent la bombardament, ca prizonier de război.

## Rezumat
Ajutorul de capelan Billy Pilgrim este un soldat american dezorientat, fatalist și neinstruit. Nu-i plac războaiele și este capturat de germani în timpul bătăliei de la Bulge și dus la o închisoare din Dresda. Germanii îl pun pe Billy și pe ceilalți prizonieri într-un abator scos din uz (deși există încă carcase de animale agățate în adăpostul subteran). Clădirea este cunoscută sub numele de „Slaughterhouse number 5” (Abatorul numărul cinci). Gardienii germani și prizonierii de război se ascund împreună într-o pivniță adâncă, deoarece aici erau cel mai în siguranță în timpul bombardamentului și devin singurii supraviețuitori din Dresda în al doilea război mondial.  
Billy ajunge să nu fie blocat în timp și trece prin evenimente din trecut și din viitor în mod repetat dar total neliniar. El este răpit de extratereștrii de pe planeta Tralfamadore. Este expus într-o grădină zoologică împreună cu o actriță dintr-un film porno, Montana Wildhack. Locuitorii planetei Tralfamadore pot vedea în patru dimensiuni, astfel încât ei au văzut deja fiecare clipă a vieții lor. Ei cred în predestinare și spun că nu pot alege să schimbe nimic din destinele lor, dar pot alege să se concentreze pe orice moment din viața lor. Billy devine convins de veridicitatea teoriilor acestora.

## Teme majore
Billy Pilgrim susține că nu există voință liberă, afirmație confirmată de un Tralfamadorian, care spune ”Am vizitat treizeci și una de planete locuite în univers. Numai pe Pământ se vorbește de voință liberă.”
Pentru Tralfamadorieni, totul există simultan, în consecință, toată lumea este tot timpul în viață. Și ei trec prin războaie și tragedii (distrug universul din greșeală, testând combustibili pentru nave spațiale), dar, când Billy îi întreabă ce fac cu privire la războaie, răspund că pur și simplu le ignoră. Tralfamadorienii contracarează adevărata temă a lui Vonnegut: viața, ca ființă umană, este agreabilă doar cu necunoscute. Tralfamadorienii nu fac alegeri în legătură cu ce fac, au putere doar asupra a ceea ce gândesc. Vonnegut își expune poziția în capitolul unu, ”că scrierea unei cărți anti-război este ca și scrierea unei cărți anti-ghețari,” ambele eforturi fiind inutile, având în vedere că ambele fenomene sunt de neoprit.
Ca multe alte lucrări de-ale lui Vonnegut (spre exemplificarer, Sirenele de pe Titan), Abatorul cinci explorează conceptul de fatalism. Tralfamadorienii văd războiul ca fiind inevitabil. Când distrug într-un mod nefericit universul, personajele lui Vonnegut nu simpatizează cu propria lor filosofie. Pentru ființele umane, Vonnegut spune că ignorarea unui război este inacceptabilă când avem voință liberă; cu toate acestea, nu spune explicit că avem voință liberă, lăsând deschisă posibilitatea că, de fapt, satirizează conceptul de voință liberă ca un produs al iraționalității umane.
Această lipsă de sens a umanității apare în contexul care are loc, nu cu bombardarea Dresdei, ci cu execuția sumară a unui om care a comis o tâlhărie. În mijlocul tuturor acelor terori, morți și distrugeri, este alocat timp pentru pedepsirea unui singur om. 
Abatorul cinci este încadrat cu capitole scrise în vocea autorului, despre experiența sa din război, indicând că romanul este conectat în mod intim cu viața și convingerile sale. Acest lucru fiind stabilit, Vonnegut se retrage din desfășurarea poveștii lui Billy Pilgrim, în ciuda aparițiilor sale periodice ca personaj minor: în baia taberei de prizonieri de război, la ieșirea din trenul de la Dresda, în minele cu cadavre din Dresda și când apelează din greșeală numărul de telefon al lui Billy. Aceste apariții ale autorului ancorează viața lui Billy în realitate, subliniind zbuciumul său existențial pentru a se potrivi în lumea umană.

## Semnificație literară și impact
Majoritatea recenziilor la Abatorul cinci au fost pozitive, începând cu recenzia din 31 martie 1969 din ziarul New York Times care conchide: ”ori o să îl iubești, ori o să îl împingi înapoi în colțul științifico-fantastic." În anul în care a fost publicat, Abatorul cinci a fost nominat pentru un premiu Nebula pentru cel mai bun roman, și un premiu Hugo pentru cel mai bun roman, 1970. A pierdut ambele în fața romanului Mâna stângă a întunericului, de Ursula K. Le Guin. În 1998, Modern Library a clasat Abatorul cinci pe locul 18 pe lista lor de 100 cele mai bune romane în limba engleză din secolul 20. A apărut și pe lista revistei Time a celor mai bune 100 de romane în limba engleză scrie din 1923.

### Tehnici literare
Povestea folosește în mod continuu refrenul ”Așa merg lucrurile.” când apar moartea și mortalitatea, ca tranziție narativă la alt subiect, ca memento mori, comic relief și pentru a explica inexplicabilul. Apare de 106 ori.
Având în vedere că romanul este unul postmodern, meta-ficțional, primul capitol din Abatorul cinci este o prefață a autorului în care explică cum a ajuns să scrie romanul și își cere scuze că romanul este ”atât de scurt și de amestecat și de discordant,” pentru că ”nu este nimic inteligent de spus despre un masacru.” Ca și în Mama noapte, dar într-un mod mai amplu, Vonnegut manipulează ficțiunea și realitatea. Prima propoziție spune: ”Toate acestea s-au întâmplat, mai mult sau mai puțin.” Autorul apare mai târziu în al doilea război mondial al lui Billy Pilgrim ca un alt prizonier bolnav, lucru notat de autor, spunând: ”Acela eram eu. Eu eram acela. Acela era autorul acestei cărți.”
Povestea face referire în mod repetat la romane ficționale reale și ficționale; Billy citește Valea Păpușilor (1966), răsfoiește un roman Tralfamadorian, și participă într-un talk show la radio, ca parte a unui panou de experți literari care discută ”Moartea Romanului.”

### Formă
Naratorul introduce Abatorul cinci cu geneza romanului și îl termină discutând începutul și finalul Romanului. Povestea în sine începe în capitolul doi, cu toate că nu există nici un motiv să se presupună că primul capitol nu este ficțional. Aceasta este o tehnică comună în meta-ficțiune. Povestea pretinde să fie un narativ incoerent și discontuinuu, concentrat pe Billy Pilgrim, acesta nefiind blocat în timp. Scrisul lui Vonnegut adesea conține asemenea tulburări.
Naratorul relatează că Billy Pilgrim își trăiește viața discontinuu, că își trăiește (și retrăiește) nașterea, tinerețea, bătrânețea și moartea în ordine nonlineară. Romanul are două fire narative: experiența lui Billy din război (aceasta fiind întreruptă cu experiențe din alte timpuri din viața sa), care este în cea mai mare parte lineară; și viețile sale discontinue dinainte și după război. Perspectiva existențialistă a lui Billy a fost compromisă când a fost martor la distrugerea Dresdei, cu toate că nu era blocat în timp și înainte de sosirea în Dresda. Abatorul cinci este relatat prin propoziții scurte, declarative, care dau impresia citirii un raport de fapte.

### Perspectivă și cadru
Naratorul începe romanul vorbind despre conexiunea sa cu bombardarea Dresdei, de ce îl înregistrează, o auto-descriere (a sa și a cărții), și despre faptul că îl consideră o încercare disperată de a crea o lucrare științifică. Apoi face tranziția de la perspectiva scriitorului la cea a naratorului omniprezent, la persoana treia, deci la povestea lui Billy Pilgrim, spunând: ”Ascultă: Billy Pilgrim a ajuns să nu fie blocat în timp.”
Kilgore Trout, pe care Billy îl întâlnește operând un serviciu de livrare a ziarelor, poate fi văzut ca alter ego-ul lui Vonnegut, cu toate că cei doi diferă în anumite aspecte. De exemplu, cariera de scriitor de romane științifico-fantastice a lui Trout este plină de editori hoți, iar autorul ficțonal nu este conștient de cititorii săi.

### Critică
Bombardarea Dresdei în al Doilea Război Mondial este evenimentul central care îl afectează mental pe Billy Pilgrim, protagonistul. În roman, Vonnegut spune că bombardarea a ucis 135,000 de civili germani; el citează Distrugerea Dresdei, de David Irving. Cu toate acestea, publicații recente aproximează numărul undeva între 24,000 și 40,000 și pun la îndoială cercetările lui Irving.
Unii critici au acuzat Abatorul cinci de a fi o lucrare elitistă, deoarcece Billy Pilgrim crede că noțiunea voinței libere este o iluzie pământeană demodată.

## Adaptări
- în 1972 a fost realizat un film după această carte denumit Slaughterhouse-Five. Michael Sacks a fost distribuit în rolul lui Billy Pilgrim.